# Saltusaphis
Saltusaphis är ett släkte av insekter som beskrevs av Theobald 1915. Enligt Catalogue of Life ingår Saltusaphis i familjen långrörsbladlöss, men enligt Dyntaxa är tillhörigheten istället familjen borstbladlöss.
Kladogram enligt Catalogue of Life och Dyntaxa:
| Saltusaphis | \| \| Saltusaphis kienshuensis \| \| \| \| \| \| Saltusaphis lasiocarpae \| \| \| \| \| \| Saltusaphis scirpus \| \| \| \| |
|             | \| \| Saltusaphis kienshuensis \| \| \| \| \| \| Saltusaphis lasiocarpae \| \| \| \| \| \| Saltusaphis scirpus \| \| \| \| |
|             | Saltusaphis kienshuensis                                                                                                   |
|             | |
|             | Saltusaphis lasiocarpae |
|             | |
|             | Saltusaphis scirpus |
|             | |